# Святой Дингат
Святой Дингат (Дингат ап Нудд; англ. Sant Dingat, валл. Dingat ab Nudd) — король Селковии (VI век); сын Нудда Щедрого.

## Биография
Дингат наследовал своему отцу после его смерти. Селковия стала подвергаться вторжениям со стороны Нортумбрии. Дингату пришлось бежать вместе с семьёй в Гвент, а Селковия была присоединена к Альт Клуиту.
В Гвенте Дингат основал церковь Лландингад, святым покровителем которой он является до сих пор. Все пять сыновей Дингата также были причислены к лику святых.